# Глотнуть воздуха
«Глотнуть воздуха» (англ. Coming Up for Air) — роман Джорджа Оруэлла, изданный в июне 1939 года издательством Виктора Голланца. Роман был написан во время пребывания Оруэлла в Марокко (сентябрь 1938 — март 1939). Роман сочетает в себе предчувствия надвигающейся войны с идиллическими картинами детства на берегу Темзы в эпоху короля Эдуарда VII.
Настроение произведения пессимистично: автор выражает мысль, что меркантильность, индустриализация и капитализм уродуют и уничтожают прекрасную сельскую местность в Англии, и ожидает большие внешние угрозы в скором будущем.

## Сюжет
Лейтмотив романа — ностальгия, безумие охвативших воспоминаний и бесплодные попытки вернуться назад, в счастливое детство. Повествование ведется от первого лица. Главный герой — сорокапятилетний страховой агент Джордж Боулинг (George Bowling), живущий в пригороде Лондона с женой и двумя детьми, поглощённый рутинной работой, однообразной жизнью, мыслями об избыточной полноте и наступающей старости, а также предчувствием скорой войны.
Часто вспоминая свое детство, он наконец решает посетить город, в котором оно прошло, побродить по знакомым местам и порыбачить в озере, где, по его воспоминаниям, водились огромные рыбы. Однако, по приезде в город, его ждёт сильное разочарование. Всё изменилось: прежние леса вырублены, поля застроены, а заветное озеро осушено и превращено в свалку мусора. Зловещим символом неизбежной войны становится взрыв случайно выпавшей из британского самолёта бомбы.

Ну что хорошего в попытках вновь увидеть места своего детства? Не существует больше этих мест. Глотнуть воздуха! Воздуха тоже больше нет. Мусорный бак, в который все мы свалены, крышкой до самой стратосферы.
Оригинальный текст (англ.)
What's the good of trying to revisit the scenes of your boyhood?  They don't exist. Coming up for air! But there isn't any air. The dustbin that we're in reaches up to the stratosphere.  

— «Глотнуть воздуха»
По возвращении домой его ожидает скандал, устроенный ревнивой женой.

## Литературное значение и критика
Было продано три тысячи экземпляров книги, тысяча из которых — переиздание. Это произведение было встречено гораздо лучше, чем «Памяти Каталонии», и, в целом, Оруэллом были получены одни из лучших отзывов. Марджери Аллингем писала, что, по её мнению, единственный недостаток состоит в том, что повествование ведётся от первого лица. Конечно, это делает сюжет более понятным и легким для чтения, однако характер Боулинга искажается, он перестает быть обычным, среднестатистическим представителем своего поколения . Биограф Оруэлла, Майкл Шелден, также отмечал, что серьёзным недостатком произведения является попытка Оруэлла быть голосом его рассказчика-героя. Ему не удается убедительно показать: живущего в пригороде,  страдающего от избыточного веса, человека среднего возраста. И, наиболее удачные моменты книги, согласно Шелдону, те, когда Оруэлл находится «вне персонажа» и повествует от себя лично, а не от имени Боулинга .
Писатель Джон Уэйн не считал произведение успешным с точки зрения новеллы, но отмечал важность его деталей. Он считал роман более мрачной работой, чем предыдущий роман «Да здравствует фикус!», в котором все жаждут лишь денег и безопасности. Но когда Боулинг думает о будущем, он боится не только вечной финансовой неуверенности и бесконечной работы, но и новой породы тиранов. Также Уэйн отметил страхи Боулинга за окружающую среду. Горечь повести кроется в том, что помимо оживающих духов тоталитаризма и беспросветной нищеты, поднимается проблема невозможности сохранить детскую любовь к таким вещам, как деревья или рыбы. Оруэлл описывает мир, в котором этим вещам просто нет места.